# Вассерман-Шульц, Дебби
Де́бби Ва́ссерман-Шульц (англ. Debbie Wasserman Schultz; род. 27 сентября 1966, Нью-Йорк, США) — американский политик-демократ еврейского происхождения, член Палаты представителей Конгресса США (с 2004 г.) от 20-го избирательного округа штата Флорида. Председатель Национального комитета Демократической партии США (с 2011 по 2016 год).

## Биография
Родилась в Куинсе, Нью-Йорк и выросла на Лонг-Айленде. Замужем за Стивеном Шульцем, мать троих детей, в настоящее время живёт в городе Уэстон, штат Флорида. Окончила университет штата Флорида в 1990 году, специализируясь в политологии. Работала программным администратором в колледже и официальным помощником конгрессмена от Флориды Питера Дейча. В 1992 году Дейч стал членом Конгресса США, а Вассерман-Шульц была избрана на его место в Законодательное собрание штата, став таким образом самой молодой женщиной-законодателем в истории Флориды.
В 2004 году Питер Дейч ушёл в отставку из Палаты представителей Конгресса США, чтобы бороться за место в Сенате, и предложил избирателям кандидатуру Вассерман-Шульц в качестве своего преемника. Округ, в котором баллотировалась Вассерман-Шульц, считается одним из главных оплотов Демократической партии во Флориде, к тому же в нём большая еврейская община. В ходе избирательной кампании Хостеттер призывала голосовать за христианские ценности (намекая на приверженность Вассерман-Шульц иудаизму), а также утверждала, что Вассерман-Шульц не сможет уделять достаточно времени работе в Конгрессе из-за своих трёх маленьких детей.
4 ноября 2004 года Вассерман-Шульц выиграла выборы с крупным перевесом, получив 70,2 % голосов. В ходе принесения присяги новыми депутатами Конгресса США 4 января 2005 года Вассерман-Шульц отказалась присягать на христианской Библии, потребовав использования Танаха; поскольку спикер Палаты представителей Деннис Хастерт располагал только Библией, экземпляр Танаха пришлось одолжить у конгрессмена Гарри Аккермана.
Политические взгляды Вассерман-Шульц в целом являются либеральными. Она выступает за контроль над вооружениями, за права сексуальных меньшинств, за право на аборт. Во время дела Терри Шайво Вассерман-Шульц резко выступала против вмешательства Конгресса США, отстаивая тем самым точку зрения сторонников эвтаназии. Помимо этого Вассерман-Шульц является противником легализации марихуаны, выступает за некоторое ограничение иммиграции, а также в поддержку ветеранов войн.
Вассерман-Шульц является активным членом Национального совета евреев-демократов, входит в рабочую группу молодых депутатов-демократов, занимающуюся проблемами молодёжной политики, а также входит в межпартийное «Объединение в Конгрессе за демократию на Кубе».
В 2011 году избрана Председателем Национального комитета Демократической партии США, став третьей в истории женщиной, занявший эту должность. Решающим аргументом в её пользу стала поддержка её кандидатуры Президентом США Бараком Обамой.

### Скандал в ходе президентских праймериз в 2016 году
В понедельник, 25 июля 2016 года, в Филадельфии начал свою работу Национальный конвент Демократической партии США, который должен был утвердить единого кандидата от демократов на Президентских выборах в США 2016 года. Но накануне, в воскресенье 24 июля, стало известно об отставке Дебби Вассерман-Шульц с поста Председателя Национального комитета Демократической партии США. По сведениям «Вашингтон пост», она активно противодействовала своей отставке, соглашаясь уйти лишь в результате прямых указаний от президента США Барака Обамы.
Причиной скандала стала публикация в пятницу 22 июля организацией WikiLeaks служебной переписки Комитета Демократической партии. Было обнародовано несколько тысяч электронных писем, из которых вытекал факт поддержки партийной верхушкой Демпартии в ходе праймериз Демократической партии США 2016 года Хиллари Клинтон. Комитет, возглавляемый Вассерман-Шульц, вместо надлежащего нейтралитета, искал активные способы для продвижения Клинтон в ущерб её основному сопернику — сенатору от штата Вермонт Берни Сандерсу. В частности, оппоненты Хиллари Клинтон — Берни Сандерс и Мартин О’Мэлли, — отдельно раскритиковали решение Вассерман-Шульц провести только шесть телевизионных дебатов в президентской кампании 2016 года, меньше, чем в предыдущие избирательные циклы. Их недовольство также вызвали сроки проведения теледебатов. Таким образом, критика руководства Демократической партии, которую осуществлял Берни Сандерс в ходе демократических праймериз, как будто получила подтверждение в публикациях хакеров. Сторонники сенатора из Вермонта накануне съезда вышли на улицы Филадельфии. Тем не менее, Сандерс на съезде демократов вынужден был признать своё поражение перед Хиллари Клинтон.
Ещё в мае месяце Мика Бжезинская, дочь Збигнева Бжезинского, призывала Дебби Вассерман-Шульц уйти в отставку за её неприятие избирательной кампании Берни Сандерса. Шульц была раздосадована освещением её роли в избирательной кампании демократов и писала американскому журналисту Чаку Тодду, что такое негативное освещение необходимо прекратить. Возмущённая «до последней капли» мнением Бжезинской, она настаивала на принесении извинений Микой Бжезинской перед нею.
Дебби Вассерман-Шульц не скрывала своего отрицательного отношения к Берни Сандерсу. Опубликованная внутренняя переписка, в том числе и самой Дебби Вассерман-Шульц, давала понять, что партийное руководство демократов было крайне недовольно Сандерсом и даже пыталось создавать его предвыборной кампании дополнительные трудности. Национальный комитет Демократической партии начал проявлять своё прохладное отношение к Берни Сандерсу лишь на последних этапах праймериз, уже после того, как преимущество Клинтон над Сандерсом стало всем очевидным. Но заявления Вассерман-Шульц о её беспристрастности по отношению к обоим кандидатам шли вразрез с тем, было сказано ею в электронной переписке. Дебби понадобилось три дня после злополучной публикации WikiLeaks, чтобы оценить репутационный ущерб, который сопровождал каждый лишний час её пребывания на посту руководителя Демократической партии США. Это пребывание приносило серьёзный вред как Демократической партии в целом, так и предвыборной кампании Хиллари Клинтон. Газета «Вашингтон пост», активно поддерживавшая демократов и Клинтон, в заметке Рут Маркус в этой связи писала: «Шульц, ушедшая в пятницу — лучше, чем Шульц, уходящая в воскресенье. Шульц, уходящая в субботу, лучше, чем Шульц, уходящая в воскресенье. Надпись на стене появилась в тот момент, когда на нас обрушились эти самые электронные сообщения и было понятно, что положение Шульц невозможно ни защитить, ни оправдать».
Несмотря на инцидент, Дебби формально оставалась главой Комитета Демократической партии вплоть до окончания съезда в Филадельфии в четверг 28 июля, когда её отставка была принята съездом. В понедельник, 25 июля, она открыла съезд и выступила на нём с приветственной речью. После выступления Дебби была освистана со сцены. Барак Обама в письме Дебби Вассерман-Шульц по поводу её отставки выразил ей благодарность за служение на посту председателя Национального комитета в течение последних восьми лет (на самом деле, в течение пяти лет). Обама также подчеркнул её роль в поддержке экономического восстановления США, её организаторские способности, в частности, умение организовать сбор средств на нужды Демократической партии.
Одновременно с объявлением об отставке Дебби Вассерман-Шульц прозвучало заявление главы избирательного штаба Хиллари Клинтон Робби Мука, который со ссылкой на мнение неназванных экспертов, сообщил о причастности российских спецслужб к обнародованию переписки Национального комитета Демократической партии. В своём заявлении Робби Мук утверждал, что публикация WikiLeaks направлена непосредственно против Демпартии США и стала лишним свидетельством вмешательства Кремля в ход предвыборной кампании в США.
Сенатор Берни Сандерс приветствовал отставку Дебби Вассерман-Шульц с поста руководителя Национального комитета Демократической партии. Преемником Дебби Вассерман-Шульц стала Донна Брэзил (Donna Brazile), проработавшая в этой должности один месяц в 2011 году до назначения на неё Вассерман-Шульц. Отставка стала своеобразной жертвой, принесённой партийному единству демократов. Им было необходимо срочное преодоление внутрипартийного раскола и сплочение вокруг единого кандидата в противостоянии республиканскому фавориту Дональду Трампу, прекращение ненужного скандала, подрывавшего авторитет демократов накануне выборов. Впоследствии Хиллари Клинтон назначила Вассерман-Шульц почётным председателем программы «50 штатов».